# Karrantza
Karrantza város Spanyolországban,  Bizkaia tartományban. Karrantza Ramales de la Victoria, Rasines, Turtzioz, Valle de Villaverde, Artzentales, Valle de Mena, Merindad de Montija, Soba és Lanestosa községekkel határos. Lakosainak száma 2711 fő (2024).

## Népesség
A település népessége az utóbbi években az alábbiak szerint változott:
| Lakosok száma | 2980 | 2884 | 2816 | 2810 | 2806 | 2794 | 2717 | 2778 | 2712 | 2711 |
|               | 2001 | 2004 | 2007 | 2009 | 2012 | 2014 | 2017 | 2019 | 2022 | 2024 |